# ليم تونغ هاي
ليم تونغ هاي (بالإنجليزية: Lim Tong Hai)‏ هو مدرب كرة قدم ولاعب كرة قدم سنغافوري في مركز الدفاع، ولد في 14 مايو 1969 في سنغافورة. شارك مع منتخب سنغافورة لكرة القدم. أما مع النوادي، فقد لعب مع تانجونغ باغار يونايتد ونادي غيلانغ إنترناشونال.

## وصلات خارجية
- ليم تونغ هاي على موقع ناشيونال فوتبول تيمز (الإنجليزية)